# Alejandro II de Epiro
Alejandro II rey de Epiro fue hijo de Pirro de Epiro y Lanassa (hija del tirano Agatocles). Sucedió como rey a su padre en el 272 a. C.
Al comienzo de su reinado luchó contra Antígono II Gónatas de Macedonia, al que logró expulsar. Pero el hijo de Antígono, Demetrio II lo expulsó a su vez de Macedonia y de Epiro y tuvo que refugiarse en Acarnania. Gracias a la ayuda de los acarnaninos y los epirotas que le tenían mucha fidelidad, reconquistó Epiro e hizo alianza con la Liga Etolia. 
Se casó con su hermana Olimpia o Olimpiada, de la que tuvo dos hijos: Pirro y Ptolomeo, y una hija, Ftía. 
Alejandro II murió hacia el 242 a. C. y su esposa Olimpia logró la regencia en nombre de los dos hijos, mientras que la hija Ftía se casó con Demetrio (después Demetrio II de Macedonia).